# Geodena surrendra
Geodena surrendra är en fjärilsart som beskrevs av Swinhoe 1904. Geodena surrendra ingår i släktet Geodena och familjen mätare. Inga underarter finns listade i Catalogue of Life.